# 菲嫩堡
菲嫩堡（德語：Vienenburg，發音：[ˈfiːnənˌbʊʁk]）是德国下萨克森州戈斯拉尔县曾经的一个市镇，面积71.14平方千米，2018年6月30日人口为5,543人。2014年1月1日，菲嫩堡并入市镇戈斯拉尔。